# Mertensophryne uzunguensis
Espèce
Synonymes
- Bufo taitanus uzunguensis Loveridge, 1932
- Bufo uzunguensis Loveridge, 1932

Statut de conservation UICN

 VU B1ab(iii) : Vulnérable
Mertensophryne uzunguensis est une espèce d'amphibiens de la famille des Bufonidae.

## Répartition
Cette espèce est endémique de Tanzanie. Elle se rencontre entre Dabaga et Nyamwanga, au-dessus de 1 800 m d'altitude dans les Southern Highlands et les monts Udzungwa.

## Étymologie
Son nom d'espèce, composé de uzungu[a] et du suffixe latin -ensis, « qui vit dans, qui habite », lui a été donné en référence au lieu de sa découverte, les monts Udzungwa.

## Publication originale
- Loveridge, 1932 : Eight new toads of the genus Bufo from East and Central Africa. Occasional Papers of the Boston Society of Natural History, vol. 8, p. 43-53 (texte intégral).